# Stedelijke Muziekvereniging Zevenaar
De Stedelijke Muziekvereniging Zevenaar was een harmonieorkest uit de stad Zevenaar in de Nederlandse provincie Gelderland.

## Geschiedenis
De vereniging werd opgericht in 1888 als Muziekvereniging St. Caecilia. Dat gebeurde op verzoek van koster Spaan met het doel het kapotte kerkorgel van de St. Andreaskerk te vervangen. In eerste instantie werden de muzikale activiteiten beperkt tot het aankleden van de Heilige Mis en de processie naar Kevelaer. Later werden ook serenades gegeven bij bijzondere gebeurtenissen en werd de schutterij St. Andreas muzikaal begeleid.
Daarna ontwikkelde de vereniging zich naar een traditioneel harmonieorkest.
Onder leiding van Frits Hehne (destijds docent aan het Conservatorium Arnhem) werd het muzikale niveau van de vereniging zodanig verbeterd dat in 1979 de promotie naar de vaandelafdeling kon worden gemaakt.
Halverwege de jaren '80 van de vorige eeuw daalde het enthousiasme van de leden om lopende optredens op straat te blijven verzorgen. Besloten werd een concertvereniging te worden. Het uniform werd verruild voor zwarte concertkleding. De naam werd veranderd in Stedelijke Muziekvereniging Zevenaar. 

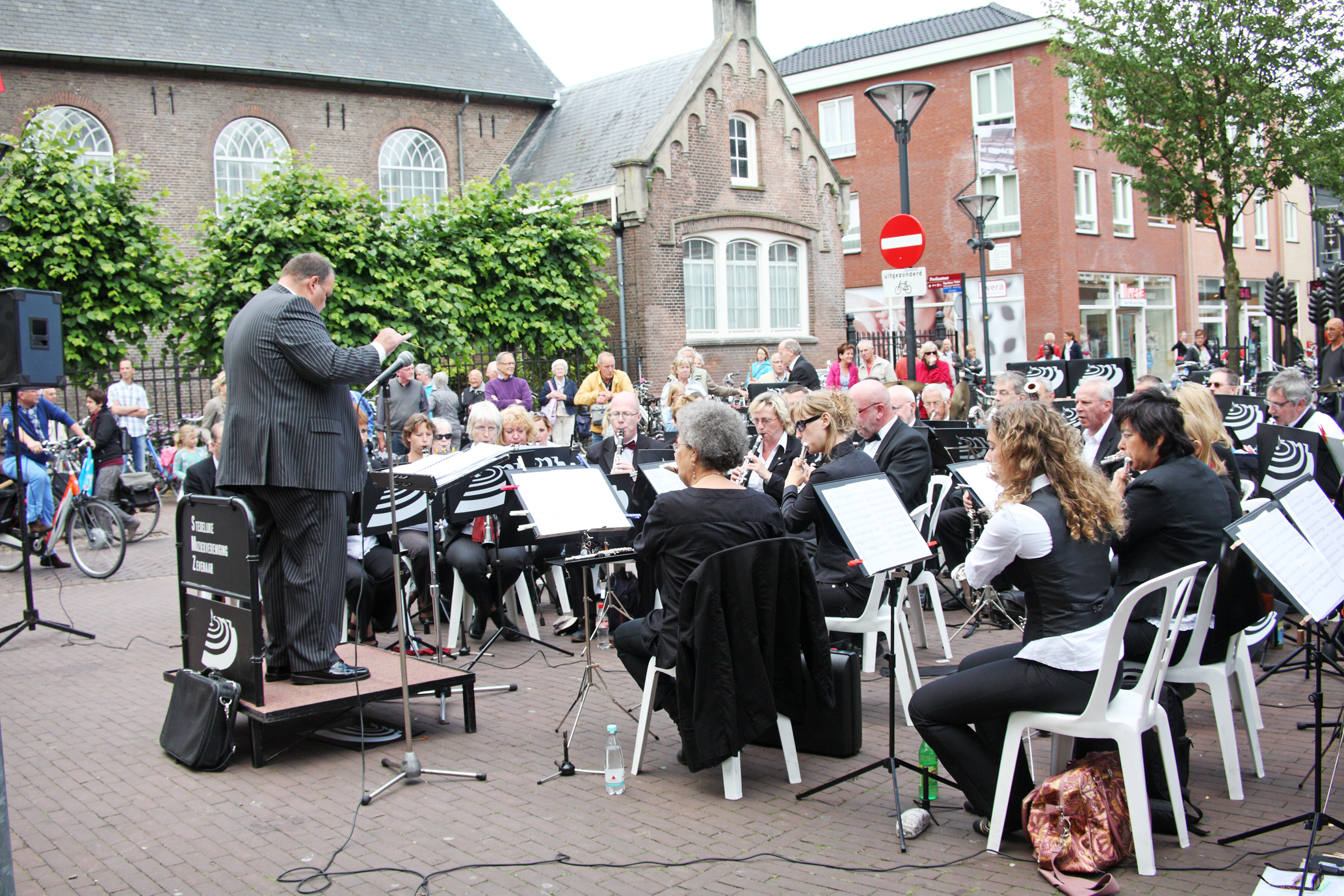
Stedelijke Muziekvereniging olv Jos Jansen tijdens het Marktconcert in 2012

SMZ heeft in de loop van de jaren opgetreden met diverse bekende artiesten, zoals Marco Bakker, Linda Wagenmakers, Donna Lynton, Gé Reinders, Micheline Van Hautem, Jos Jansen en Ernst Daniël Smid.
Concertreizen waren er onder meer naar Privas en Weilburg, partnersteden van Zevenaar.
In 2017 bestond het harmonieorkest uit ongeveer 50 muzikanten en was opgebouwd volgens de gebruikelijke klassieke harmoniebezetting met verschillende hout- en koperblaasinstrumenten en slagwerk.
Traditioneel werd vanaf 1987 ieder kalenderjaar afgesloten met het zogenaamde Oliebollenconcert. Doorgaans werd voor dit concert een solist of gastspeler uitgenodigd.
Doordat het aantal leden de laatste jaren snel afnam werd het steeds lastiger het orkest in stand te houden. Op 8 oktober 2023 werd in besloten setting een laatste concert gegeven voor vrienden en familie, waarna formeel op 28 oktober het orkest werd opgeheven.

## Dirigenten

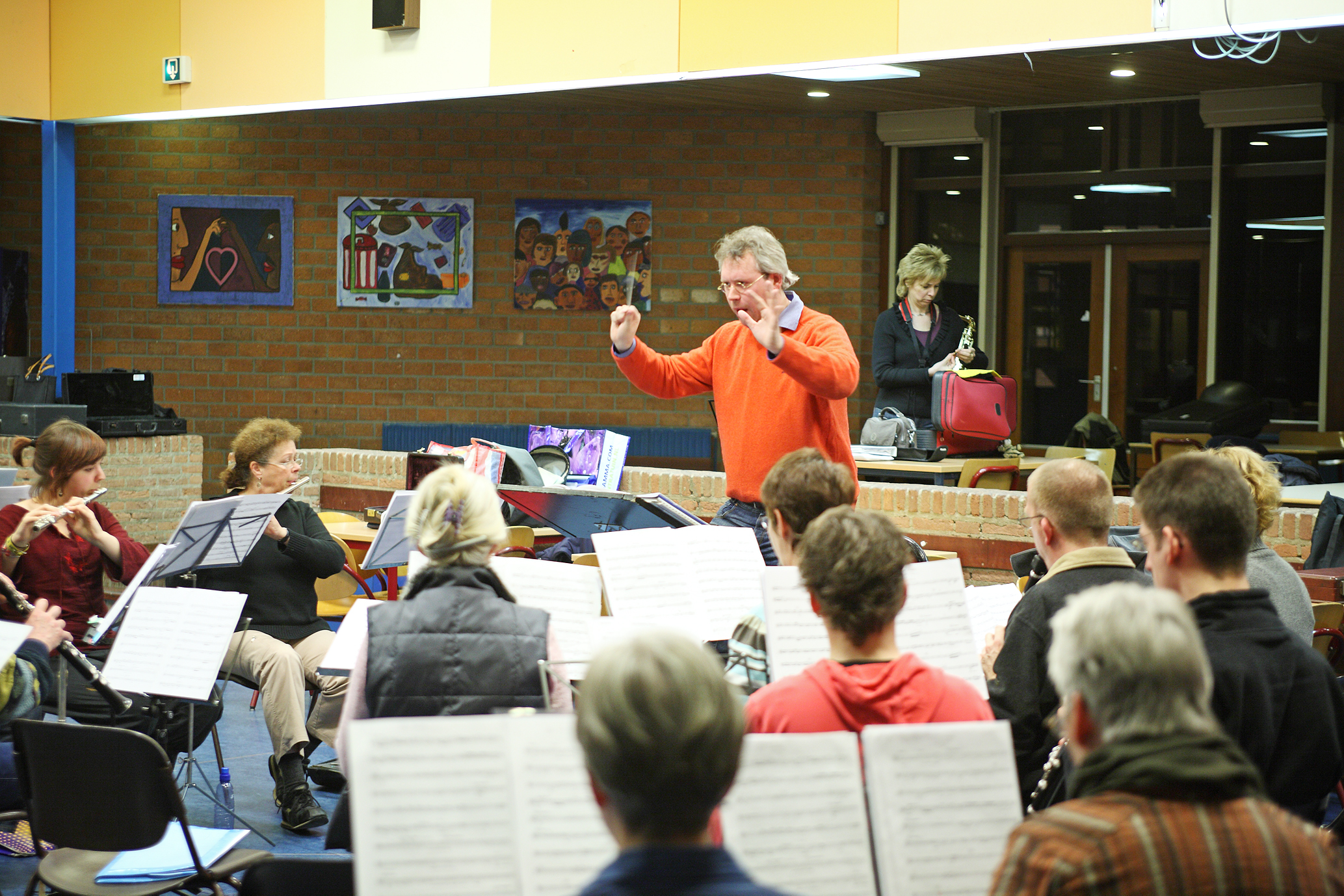
Stedelijke Muziekvereniging olv Floris de Wever 2007

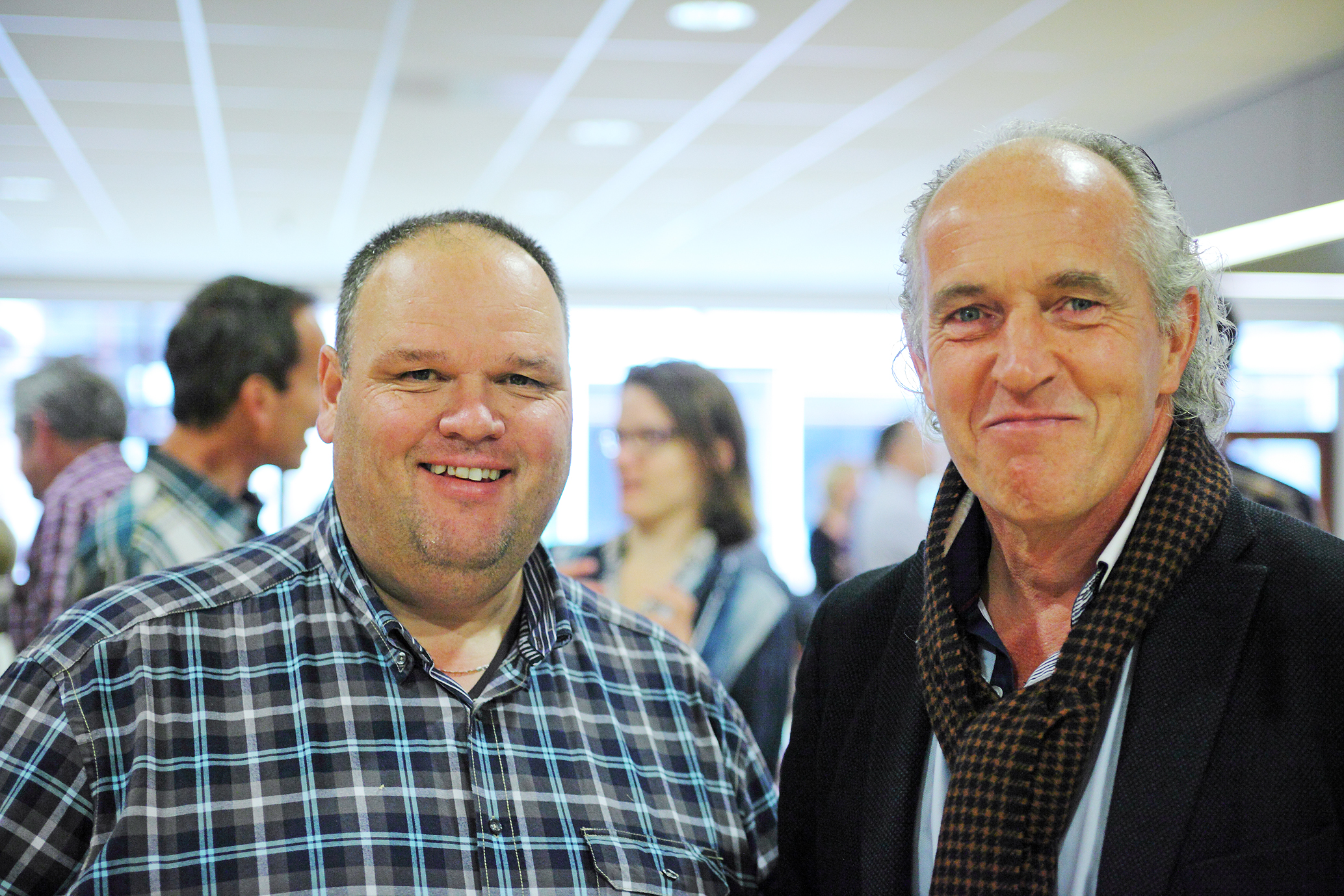
Stedelijke Muziekvereniging Zevenaar, dirigenten Jos Jansen en Henk Lubberdink, reünie 125-jarig jubileum 2013

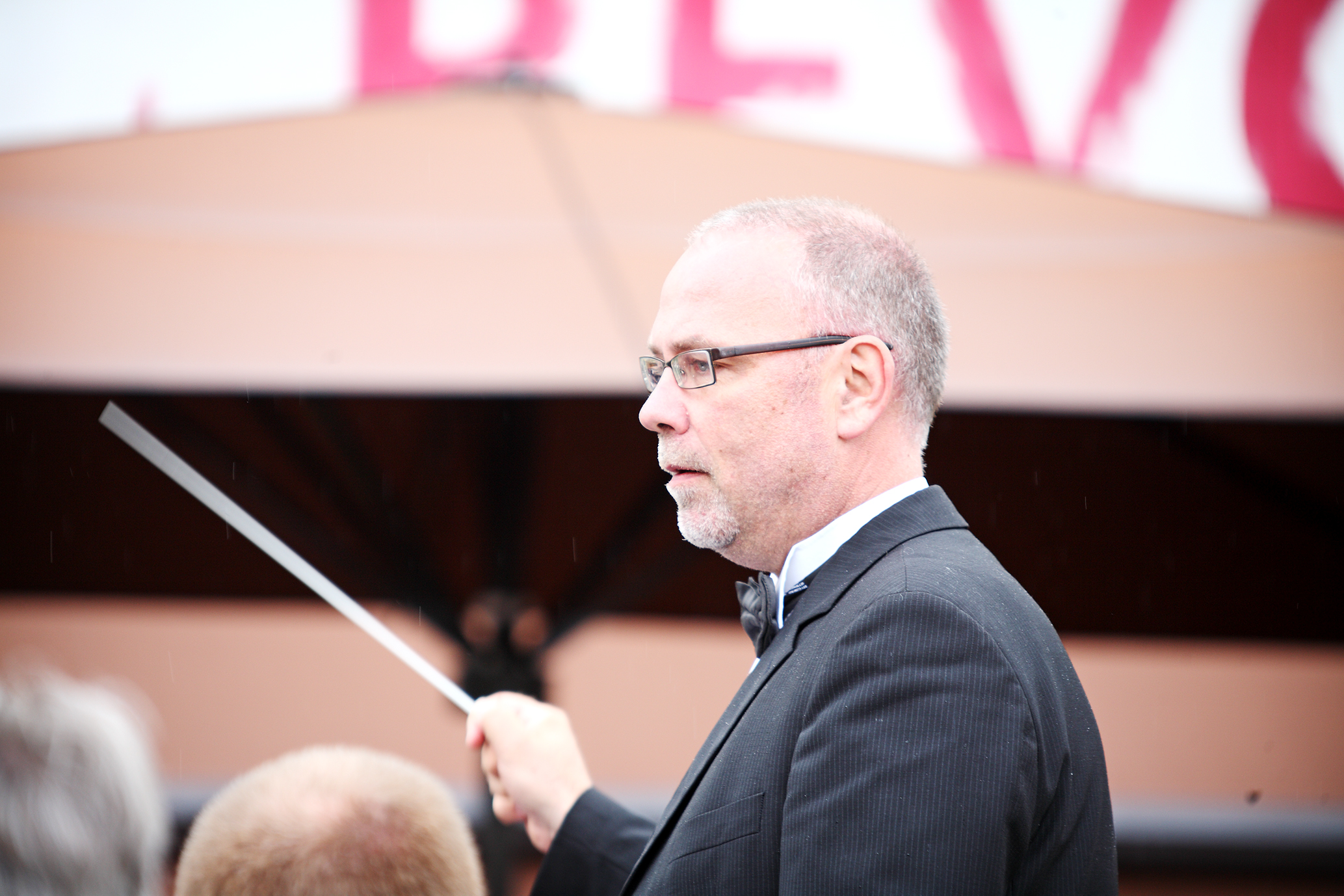
Stedelijke Muziekvereniging Zevenaar, dirigent Joop van Eerden 2007

- 1974-1987: Frits Hehne
- 1987-1997: Henk Lubberdink
- 1997-2002: Hendry van Loo
- 2002-2007: Floris de Wever
- 2007-2012: Joop Eerden
- 2012-2020: Jos Jansen
- 2020-2023: Sander Waamelink